# Carlos Cámara
Cárlos Francisco Cámara Lázaro (República Dominicana, 9 de janeiro de 1934 – Cidade do México, 24 de fevereiro de 2016)  foi um ator dominicano de telenovelas radicado na Venezuela, que tem uma amplia trajetória artística na televisão mexicana.

## Biografia
Proveniente de uma família artistica, sua mãe foi a atriz Lolita Lázaro, e seu irmão Francisco era bailarino. Carlos se casou com a atriz Elisa Parejo, com quem teve dois filhos, os atores venezuelanos Carlos Cámara Jr, e Víctor Cámara.
Das novelas que atuou que passaram no Brasil são: Viviana, Os Ricos Também Choram, Ambição, A Alma Não Tem Cor, A Mentira, Amor Real, Rubí, e A Feia Mais Bela.
Em 2009, atuou com Itatí Cantoral e Carmen Salinas em Hasta que el Dinero nos Separe, sendo seu último trabalho.
Seu primeiro casamento terminou em divórcio, e Carlos se casou novamente e teve outra filha, Norma. Se radicou no México no final da década de 60, trabalhando na televisão,cinema e teatro. Ao longo de sua carreira já atuou em mais de 20 filmes, como En busca de un muro (1973), El Monasterio de los buitres (1973), e Una Mujer honesta (1972).
O nome deste extraordinário ator está escrito na história da televisão, do teatro e do cinema mexicano.

### Morte
Morreu em 24 de fevereiro de 2016 em sua casa, na Cidade do México, vítima de um infarto.

## Telenovelas
- Hasta que el dinero nos separe (2009-2010) … Francisco Beltrán
- A Feia Mais Bela (2007) … Fausto Domenzaín
- Peregrina (2006) … Eliseo Alcócer
- Rubi (2004) … Dr. José Luis Belmiro
- Amor real (2003) … Ramón Márquez
- La Intrusa (2001) … Rodrigo Junquera (#2)
- Siempre te amaré (2000) … Advogado de Gilda Catellanos
- La mentira (1998) … José 'Pepe' Diez
- Soñadoras (1998) … Marconi
- El alma no tiene color (1997) … Humberto Roldán
- La antorcha encendida (1996) … José Antonio Tirado
- Bajo un mismo rostro (1995) … Carlos
- Mágica juventud (1992)
- Al filo de la muerte (1991) … Luigi
- El extraño retorno de Diana Salazar (1988) … Luther Henrich / Franz Webber
- Ambição (1986) … Gutiérrez
- Juana Iris (1985) … Nicolás
- Principessa (1984) … Máximo
- La fiera (1983) … Lorenzo
- Vanessa (1982) … Dr. Servin
- Por amor (1981) … Rosendo
- Infamia (1981) … Inspector Carmona
- Espejismo (1980) … Roman
- Winnetou ou le Mascalero (1980) … Mortimer
- El cielo es para todos (1979)
- Los ricos también lloran (1979) … Fernando
- Viviana (1978) … Don Jesús
- El carruaje (1972)
- El amor tiene cara de mujer (1971) … Alfredo Bustamante
- Lucía Sombra (1971) … Dr. Pablo Orazábal
- La gata (1970) … El Tilico
- Cadenas de angustia (1969)
- San Martín de Porres (1964)

## Filmes
- Gata por liebre (1992)
- La Guerra contra las drogas (1990)
- Y tú… quién eres? (1990)
- Masacre en el río Tula (1985)
- La Leyenda de Rodrígo (1981)
- La Guerra santa (1979) … Padre Soler
- Supervivientes de los Andes aka Survive! (1976)
- Aventuras de un caballo blanco y un niño (1974)
- Conserje en condominio (1974)
- En busca de un muro (1973)
- El Monasterio de los buitres (1973)
- Una Mujer honesta (1972)
- Las Chicas malas del padre Mendez (1971) Película
- Fallaste corazón (1969)